# 五辻家経
五辻 家経（いつつじ いえつね）は、平安時代末期から鎌倉時代初期にかけての公卿。左大臣・藤原兼雅の子。官位は正二位・中納言。五辻中納言と号す。花山院家の分家である五辻家の始祖と見なされている。

## 経歴
以下、『公卿補任』と『尊卑分脈』の内容に従って記述する。
- 治承4年（1180年）1月5日、叙爵。同年4月11日、従五位上に昇叙。
- 養和2年（1182年）3月8日、侍従に任ぜられる。
- 寿永2年（1183年）1月7日、正五位下に昇叙。
- 文治元年（1185年）1月20日、右少将に任ぜられる。同年3月には昇殿を許される。
- 文治2年（1186年）2月30日、備中権介を兼ねる。
- 文治3年（1187年）1月5日、従四位下に昇叙。
- 文治5年（1189年）9月14日、禁色を許される。
- 建久元年（1190年）1月5日、従四位上に昇叙。
- 建久2年（1191年）2月1日、備後権介を兼ね、同月5日、左中将に転任。同年11月5日、正四位下に昇叙。
- 建久3年（1192年）1月27日、備中介を兼ねる。
- 建久8年（1197年）1月30日、伊予介を兼ねる。
- 建久9年（1198年）1月11日、昇殿を許される。
- 正治元年（1199年）6月22日、参議となる。左中将は元の如し。
- 正治2年（1200年）1月5日、従三位に叙される。同月22日には美作権守を兼ねる。同年10月18日、父・兼雅が薨去したため喪に服す。
- 建仁2年（1202年）、権中納言に任ぜられる。同年11月19日、正三位に昇叙。
- 元久2年（1205年）4月16日、従二位に昇叙。
- 承元元年（1207年）2月16日、中宮権大夫を兼ねる。
- 承元2年（1208年）1月5日、正二位に昇叙。同年7月9日、中納言に転正。
- 承元3年（1209年）、中宮権大夫を辞すが、4月14日には還任した。
- 承元4年（1210年）3月19日、中宮藤原麗子が女院（陰明門院）となったため中宮権大夫を止める。
- 建暦元年（1211年）1月、中納言を辞す。
- 建保3年（1215年）8月22日、出家。
- 建保4年（1216年）6月10日、薨去。

## 五辻家
家経の後は五辻家と称される藤原北家花山院家の分家として続いていく。家経の跡を継いだのは二男の雅継であり、安倍春元の娘との間に生まれた忠継が雅継の跡を継ぐ。忠継と平高輔の娘との間に生まれたと考えられる忠子は後醍醐天皇を生んで談天門院の女院号を得る。一方、忠継と卜部兼直の娘との間には経氏が生まれ、経氏の娘である経子は後伏見天皇を生んだ。
鎌倉時代後期に五辻家が持明院統と大覚寺統、典侍を出す家となり結果的に双方の外戚となった背景は今後の検討を要する。

## 系譜
- 父：藤原兼雅
- 母：平清盛次女
- 妻：高階泰経娘
  - 三男：花山院宣経
- 妻：藤原成親娘
  - 次男：五辻雅継
- 生母不明の子女
  - 男子：藤原実経
  - 男子：藤原信家